# Health (гурт)
Health (укр. здоров'я; стилізовано як HEALTH) — американський гурт з Лос-Анджелеса, штат Каліфорнія, що виконує музику у стилі нойз-року і індастріалу.

## Історія
На моменті заснування гурт не мав назви. Проблема полягала в тому, що учасники потребували створення власного мерчу, через що їм для цього треба було мати назву. Після суперечок учасники вирішили, що назвою гурту буде загальновживане слово. Згодом гурт взяв назву «Health».

### Дебютний альбом
Гурт вперше отримав репутацію завдяки реміксу їх пісні «Crimewave» від гурту Crystal Castles в серпні 2007 року. Це допомогло розширити авдиторію гурту Health в очікуванні дебютного альбому, який вийшов місяцем пізніше. Самозваний альбом гурту був записаний в The Smell — закладі для нойз та експериментальних виконавців в Лос-Анджелесі. Відомий своєю DIY-містикою, гурт знав, наскільки складним, але водночас вартим того був запис в такому просторі. Фамільєтті в інтерв'ю казав, що «кімната повністю змінює тональність всього, чого хочеш записати; робить багато речей темними і красивими. А ще вона змушує все звучати як „КЛАНГ!“. Ми не уявляли, наскільки це буде складно, особливо не були готові до того, що в барі Vaquero щодня о тринадцятій лунатиме регі». Їх унікальний звук підхопив журнал Spin, в якому вони написали, що «майже нешкідливий вступний трек однойменного альбому Health, „Heaven“, переходить у 36-секундний невротичний дисонанс „Girl Attorney“, який набирає обертів при переході в „Triceratops“ — громіздкий бич із криків, зворотного зв'язку і безпричинного брязкоту, що нагадує Liars у поєднанні з рельєфним медитативним звучанням Deerhunter».
2008 року Health випустив свій перший ремікс-альбом «Health//Disco», якому журнал Pitchfork дав 8 з 10 балів.
Того ж року гурт виступав на розігріві для гурту Nine Inch Nails на їхньому турі Lights In The Sky.

### Get Color
Для реклами їх наступного альбому «Get Color», гурт мав промоакцію, де переможець міг піти з гуртом в парк розваг «Six Flags Magic Mountain» безкоштовно. Серед інших винагород — брелоки з волоссям учасників гурту та постери, підписані кров'ю. 2009 року гурт випускає сингл з альбому «Die Slow» (укр. Вмирай повільно) разом з відеокліпом в YouTube, який набрав близько 500,000 переглядів. Альбом отримав схвальні 7.4 балів від журналу Pitchfork.
Другий ремікс-альбом гурту з треками з Get Color, «DISCO2» продовжував отримувати позитивні відгуки критиків. Майк Дайвер з BBC оглянув цей альбом та сказав, що «яким би не був секрет Health у створенні чудових альбомів реміксів, їм варто було б розлити його по пляшках, щоб пропонувати менш здібним музикантам, які наполягають на випуску подібних речей набагато нижчого ґатунку. Можливо, цей реліз і не стане кращим за оригінал, але він є чудовим доповненням до нього як для фанатів хардкору, так і для слухачів-початківців».

### Саундтреки до відеоігор
У 2012 році Health створили саундтрек до відеогри Rockstar Games, Max Payne 3. В інтерв'ю Pitchfork Дузсік сказав: «Реакція номер один від фанатів Health була: „Якого хріна? Ви, хлопці, пишете музику до відеоігор?“. Просто сюрприз. І дуже вітаю». Дузсік додав: «Було весело створювати музику, яка була нетиповою для такого роду розваг».
Іван Павлович, музичний директор Max Payne 3, сказав: «Ми хотіли дати Максу звук, який дійсно можна впізнати, а Health як група має неймовірне відчуття того, хто вони є, і дуже сильну ідентичність. Коли ми побачили виступ Health наживо, стало зрозуміло, що саме вони зможуть це передати».
Саундтрек був номінований на премію Spike Video Game Awards 2012 року за найкращу музику до гри, а пісня «Tears» — за найкращу пісню до гри. 13 травня 2022 року, якраз напередодні десятої річниці виходу гри, було оголошено про випуск розширеного ювілейного видання саундтреку, яке вийшов пізніше того ж року. Це також стало першим випуском альбому на вінілі.
Health продовжував працювати над саундтреками до ігор Rockstar, пізніше записавши пісню під назвою «High Pressure Dave», яка була використана в Grand Theft Auto V. Health також написали саундтрек до оновлення Arena War для GTA Online.
Крім того, пісня гурту «Major Crimes» була використана у відеогрі Cyberpunk 2077, що вийшла у 2020 році. У квітні 2023 року Health також з'явилися з синглом «Hateful» у відеогрі Ultrakill.

### Death Magic
Третій альбом Health, Death Magic, вийшов 7 серпня 2015 року на лейблі Loma Vista Records. Релізу альбому передували три сингли: 23 квітня 2015 року Health випустила пісню «New Coke» на Sirius XMU. Пісня «Stonefist» стала другим синглом, що вийшов у червні. 24 липня пісня «Men Today» вийшла як третій трек з альбому.
Восени 2015 року, незабаром після виходу альбому, гурт покинув Юпітер Кіз.

### Disco3
Альбом Disco3 вийшов у США 17 лютого 2017 року на лейблі Loma Vista Records. Він був анонсований і транслювався у прямому ефірі на Facebook, зі студії FunnyOrDie. Шанувальникам було запропоновано написати свій номер, щоб отримати дзвінок від учасників, зокрема Бі Джея і Джона.

### Vol. 4:: Slaves of Fear
Четвертий альбом Health, Vol. 4 :: Slaves of Fear, вийшов 8 лютого 2019 року на лейблі Loma Vista Records. Альбому передували сингли «Slaves of Fear», що вийшов в грудні 2018 року, і «Feel Nothing», що вийшов в рамках програми Adult Swim Singles Program в січні 2019 року.

### Серія Disco4
17 вересня 2020 року гурт анонсував свій п'ятий альбом, Disco4: Part I (стилізований як DISCO4 :: PART I). Попри те, що він був названий Disco4 «в інтересах спадкоємності» з минулим альбомом, він не є частиною серії ремікс-альбомів Health «Disco», а збіркою оригінальних колаборацій з іншими гуртами (за винятком головного синглу альбому, «Cyberpunk 2020», який був написаний суто самими Health). Альбом вийшов на лейблі Loma Vista Records 16 жовтня 2020 року. Супровідний альбом реміксів, Disco4+, вийшов 2 квітня 2021 року ексклюзивно на сторінці гурту на Bandcamp.
3 травня 2021 року гурт опублікував короткий тизер на своїх сторінках у соціальних мережах, анонсуючи нову пісню у співпраці з Nine Inch Nails, «Isn't Everyone», яка вийшла 6 травня. Опис трейлера на YouTube підтвердив, що це перша пісня з їхнього наступного альбому, Disco4: Part II.

### Rat Wars
Гурт анонсував свій шостий альбом, Rat Wars, у 2023 році, очікувана дата виходу — 7 грудня. Одночасно з анонсом гурт випустив сингли «Children of Sorrow» і «Sicko».

## Учасники

### Поточні члени
- Джейк Дузсік — вокал, гітара (з 2005);
- Джон Фамільєтті — бас, педалі, електроніка (з 2005);
- Бі Джей Міллер — барабани (з 2005).

### Колишні учасники
- Юпітер Кіз — гітара, синтезатор (2005—2015).

## Дискографія

### Повноформатні альбоми
- 2007: Health
- 2009: Get Color
- 2015: Death Magic
- 2019: Vol. 4: Slaves of Fear
- 2020: Disco4: Part I
- 2022: Disco4: Part II
- 2023: Rat Wars

### Ремікс-альбоми
- 2008: Health//Disco
- 2010: Health::Disco2
- 2017: Disco3
- 2017: Disco3+
- 2021: Disco4+

### Спліт-альбоми
- 2006: Health/Elphaba 7''
- 2007: Crystal Castles//Health 7''

### Відеокліпи
- 2009: Die Slow
- 2010: We Are Water
- 2010: USA Boys
- 2012: Tears
- 2015: New Coke
- 2015: Stonefist
- 2016: L.A. Looks
- 2017: Euphoria
- 2018: Life
- 2023: Ashamed (of Being Born)

### Саундтреки
- 2010: Wasted on the Young
- 2012: Max Payne 3 Official Soundtrack
- 2013: Grand Theft Auto V
- 2015: Need For Speed
- 2017: Atomic Blonde
- 2018: Grand Theft Auto Online: Arena War
- 2019: 13 причин чому (3 сезон)
- 2020: Cyberpunk 2077
- 2023: Ultrakill